# Микро Ливади
Микро Ливади је мало, ненасељено острво које припада крајње западној групи Додеканеза (Западни Мали Додеканез). Непосредно ка северу налази се Мегало Ливади, ка истоку је нешто удаљенији Кинарос, а ка западу је удаљени Аморгос из састава Киклада.